# Christian Zehnder
Pour les articles homonymes, voir Zehnder.
 (juin 2011).
Si vous disposez d'ouvrages ou d'articles de référence ou si vous connaissez des sites web de qualité traitant du thème abordé ici, merci de compléter l'article en donnant les références utiles à sa vérifiabilité et en les liant à la section « Notes et références ».
Christian Zehnder, né en 1961 à Zurich, est un musicien suisse (instruments à cordes et à touches). Il est aussi reconnu en Europe pour son chant polyphonique.

## Carrière
En 1996, il fondait avec Balthasar Streiff le duo Stimmhorn, où le chanteur joue du bandonéon et de l'accordéon.
Plus tard, avec Mickaël Pfeuti à la contrebasse et Thomas Weiss à la batterie qui font les commentaires instrumentaux de la voix de Zehnder, ils forment le groupe Kraah. Kraah ou “croa” en français fait référence au cri du corbeau dont s’est inspiré Christian Zehnder pour ce projet. Associé à de mauvais augures dans l’imaginaire collectif, le corbeau est un animal aux talents méprisés : du simple babillement au croassement caverneux, l’oiseau chanteur offre un spectre vocal impressionnant. Recueil de chants de corbeau, Kraah est donc un hommage à cet oiseau, à son chant polyphonique que Christian Zehnder tend à nous faire découvrir et ressentir avec talent. Il utilise le yodle avec la technique du chant diphonique pour rendre toutes les subtilités vocales de cet animal mythologique. 
En 2008, avec un programme du folklore imaginaire sur le jazz, au festival Willisau en collaboration avec Albin Brun. Zehnder travaille aussi comme musicien de spectacle au théâtre et comme le chanteur dans les formations de musique différentes. Il a également des projets musicaux solo au théâtre berlinois Maxime Gorki, à Bâle, le Lucerne et dans le théâtre Vidy-Lausanne.

## Discographie
- Oloid, Christian Zehnder & Gregor Hilbe  (Traumton Records, 2013)
- Wetterleuchten, Fortunat Frölich & Christian Zehnder (Musiques suisses, 2012)
- Schmelz, Christian Zehnder Quartett (Traumton Records, 2010)
- Kraah, Zehnder Kraah Trio (Traumton Records, 2008)
- Popple Music, Zehnder with Kold (Sound Service Wigra, 2001)
- Igloo, Stimmhorn & Kold Electronics (Make Up Your World, 2005)
- Inland, Stimmhorn (Make Up Your World, 2001)
- Schnee, Stimmhorn (Rec Rec, 1997)
- Melken, Stimmhorn (Rec Rec, 1996)

## Sources
- zehndermusic.ch
- Opéra de Reims